# محمد بن إسحاق السراج
أبو العباس محمد بن إسحاق بن إبراهيم بن مهران الخراساني السراج الثقفي أحد رواة الحديث النبوي.

## طلبه للعلم
ولد سنة 216 هـ. سمع من: إسحاق بن راهويه، وقتيبة بن سعيد، ومحمد بن بكار بن الريان، وبشر بن الوليد، وأبو معمر القطيعي، وهناد بن السري، والحسن بن عيسى ابن ماسرجس، ويعقوب الدورقي، ومحمد بن رافع، وداود بن رشيد، ومحمد بن حميد الرازي، ومحمد الجرجرائي، وعمرو بن بينها، وأبو همام السكوني، وأبو كريب. حدث عنه: البخاري، ومسلم بن الحجاج، أبو حاتم الرازي، أبو بكر بن أبي الدنيا، عثمان بن السماك، الحافظ أبو علي النيسابوري، أبو حاتم البستي، أبو أحمد بن عدي، أبو إسحاق المزكي، إبراهيم بن عبد الله الأصبهاني، أبو أحمد الحاكم، عبيد الله بن محمد الفامي، حسينك بن علي التميمي، أبو محمد الحسن بن أحمد المخلدي، أبو بكر محمد بن محمد بن هانئ.

## مكانته العلمية
- قال الذهبي: «الإمام الحافظ الثقة شيخ الإسلام محدث خراسان».
- قال الخطيب: «اكان من الثقات الأثبات عُني بالحديث وصنف كتبا كثيرة وهي معروفة».
- قال أبو بكر بن جعفر المزكي: «اسمعت السراج يقول نظر محمد بن إسماعيل البخاري في التاريخ لي وكتب منه بخطه أطباقا وقرأتها عليه».
- قال أبو الوليد حسان بن محمد: «ادخل أبو العباس السراج على أبي عمرو الخفاف فقال له يا أبا العباس من أين جمعت هذا المال قال بغيبة دهر أنا وأخواي إبراهيم وإسماعيل غاب أخي إبراهيم أربعين سنة وغاب أخي إسماعيل أربعين سنة وغبت أنا مقيما ببغداد أربعين سنة أكلنا الجشب ولبسنا الخشن فاجتمع هذا المال».
- قال الحافظ أبو علي بن الأخرم الشيباني: «ااستعان بي السراج في التخريج على صحيح مسلم، فكنت أتحير من كثرة الحديث الذي عنده وحسن أصوله وكان إذا وجد حديثا عاليا يقول: لا بد أن تكتبه، فأقول: ليس من شرط صاحبنا، فيقول: فشفعني في هذا الحديث الواحد».
- قال أبو عبد الله الحاكم: «اسمعت أبي يقول: لما ورد الزعفراني وأظهر خلق القرآن، سمعت السراج يقول: العنوا الزعفراني، فيضج الناس بلعنته فنزح إلى بخارى».
- قال أحمد بن محمد الخفاف: «احدثنا أبو العباس السراج إملاء قال: من لم يقر بأن الله تعالى يعجب ويضحك وينزل كل ليلة إلى السماء الدنيا فيقول من يسألني فأعطيه فهو زنديق كافر يستتاب، فإن تاب وإلا ضربت عنقه».

## مصنفاته
- المسند الكبير.
- البيتوتة.[5]

## وفاته
توفي ابن إسحاق الخرساني سنة 313 هـ.